# Еберхард I фон Марк-Аренберг
Еберхард I фон Марк-Аренберг (на немски: Eberhard I von der Marck-Arenberg; също Everhard, * пр. 1326, † пр. 1378) от рода на Ламарките. е граф на Аремберг от 1328 до 1378 г. Той е основател на линията Марк-Аренберг.

## Живот
Той е третият син на граф Енгелберт II (1299 – 1328) и съпругата му Матилда († 18 март 1328) от фамилията Аренберги, дъщеря, наследничка на граф Йохан фон Аренберг (1267 – 1280) и Катарина (Йохана) фон Юлих († сл. 1287). По-малък брат е на граф Адолф II фон Марк († 1347) и на Енгелберт III († 1368), архиепископ на Кьолн. Племенник е на Адолф II († 1344), княз-епископ на Лиеж.
Еберхард I става през 1326 г. домхер към Лиеж, по-късно към Кьолн и Трир. Между 1339 и 1347 г. е домпропст в Мюнстер. Той напуска църковната служба, за да се ожени за Мария фон Лооц. Така той получава територии в Ардените. От майка си получава господството Аренберг.
Той е последван от сина му граф Еберхард II († 1454). Другият му син е Йохан I фон Марк-Аренберг.

## Фамилия
Еберхард I се жени на 30 януари 1351 г. за Мария фон Лооц († 25 септември 1410), Те имат децата:
- Йохан I фон Марк-Аренберг (1364 – пр. 1427), граф на Марк-Аренберг, женен 1387 г. за Елизабет фон Керпен († 20 януари 1443)
- Еберхард II († 1440/1454), граф на Аренберг, женен I. на 5 август 1405 г. за Мари от Седан († 1415), II. пр. 19 ноември 1418 г. за Агнес де Валкурт-Рошефор († 1441)
- Диана, омъжена 1381 г. за Роберт фон Фльорхинген
- Йоланта; омъжена 1375 г. за Жан III де Харокур († убит 1431)
- Изабела († 1452), монахиня в Монс
- Катарина († 1437), абатиса на Фрьонденберг
- Маргарета († 1425), абатиса на Есен
- Анна († 1436), монахиня в Есен 1404
- Мария († 1411), омъжена за Йохан фон Алфтер († 1387)